# Ермионио
„Ермионио“ (на гръцки: «Ερμιόνιο», катаревуса: «Ερμιόνιον») е емблематичен исторически хотел в град Кожани, Гърция.

## Местоположение
Зданието е разположено на централния площад „Ники“, в центъра на града.

## История
Сградата е построена в междувоенния период в 1931 година и функционира като хотел до днес. Хотелът е запазен в оригиналния си вид, като обновяван няколко пъти. Интериорните декорации, подходящо адаптирани към естетиката на времето, са успешна комбинация от неокласическа и модерна декорация.